# Amédée Borrel
Amédée Marie Vincent Borrel (1 d'agost de 1867 – 14 de setembre de 1936) fou un metge i biòleg francès, últim alumne directe de Louis Pasteur

## Biografia
Borrel va estudiar ciències naturals a la Universitat de Montpeller, on va obtenir el seu títol en 1890. Entre 1892 i 1895, Borrel va treballar en el laboratori d'Ilià Métxnikov (1845-1916) a l'Institut Pasteur a París. Aquí dugué a terme la investigació de tuberculosi, i amb Alexandre Yersin (1863-1943) i Albert Calmette (1863-1933), va treballar en una vacuna contra la pesta bubònica. Amb Yersin i Calmette, va ser co-va publicar el tractat Le microbe de la peste à bubons en relació amb la plaga bacil. També se li atribueixen investigacions pioneres en el camp de la teoria viral del càncer.
Del 1896 a 1914 va exercir com a cap de laboratori de curs de microbiologia a l'Institut Pasteur. El 1919 va aconseguir la càtedra de bacteriologia a la Universitat d'Estrasburg.
Un gènere de bacteris anomenat Borrelia porta el seu nom, així com la borreliosi (és a dir, la malaltia de Lyme). D'altra banda, els "cossos Borrel", que són petits grànuls que contenen virus que s'agrupen per formar "cossos de Bollinger", es troben en les cèl·lules del teixit de la verola aviària. (Els cossos de Bollinger reben el seu nom pel patòleg alemany Otto Bollinger [1843-1909]).
El 1900 Borrel es va convertir en membre de la Société de Biologie. Durant la Primera Guerra Mundial, Borrel va desenvolupar una de les primeres caretes antigàs.

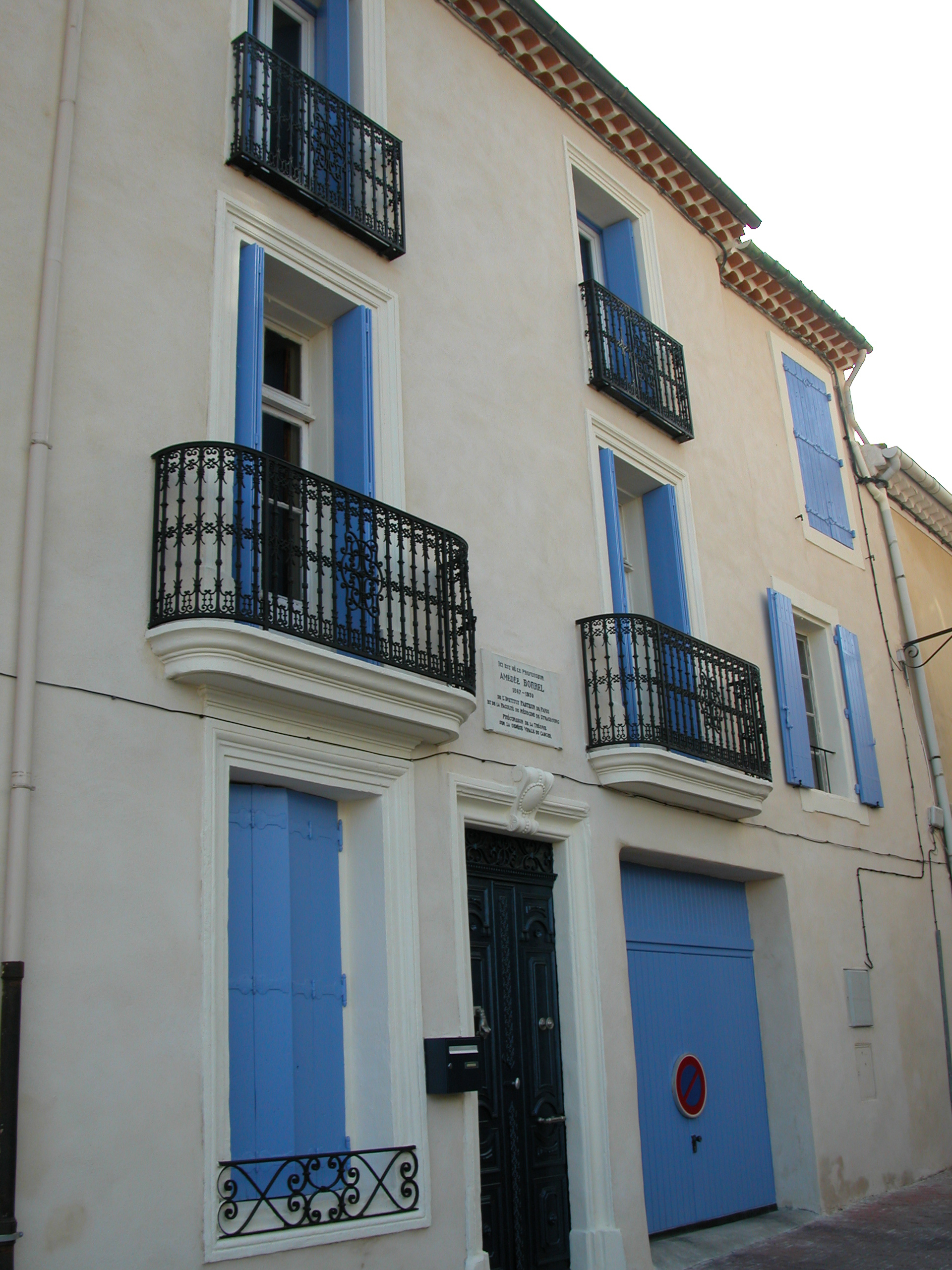
Casa natal de Borrel a Càsols de Besièrs

## Títols i distincions

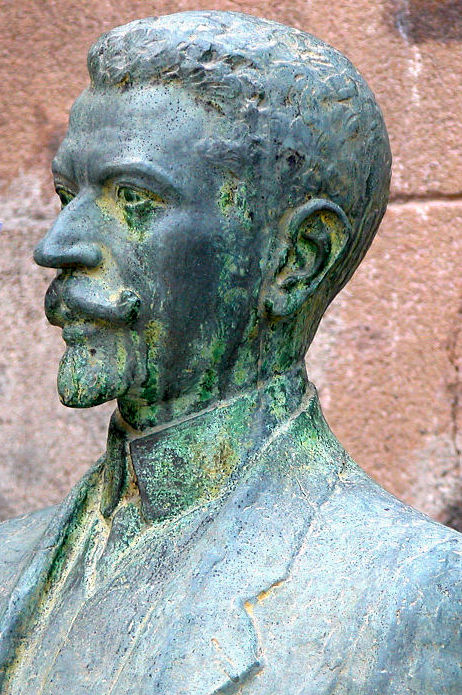
Bust d'Amédée Borrel (robat el 2008)) a Càsols de Besièrs

- Llicenciatura de Ciències Naturals el 1889.
- Doctor en Medicina de la Universitat de Montpeller en 1892.
- Cap de laboratori de curs de microbiologia de l'Institut Pasteur (1896-1914), designat per Emile Roux.
- Membre titular de la Société de Biologie el 1900.
- Professor de curs de microbiologia a l'Institut Pasteur de París (1900-1914).
- Professor de Bacteriologia de la Facultat de Medicina de la Universitat d'Estrasburg i director de l'Institut d'Higiene i Bacteriologia (1918).
- Membre corresponent estranger (30 de juliol 1921) i després membre honorari estranger (31 de juliol 1926) de l'Acadèmia reial de medicina de Bèlgica.
- Comandant de la Legió d'Honor
- Membre del Consell Científic de l'Institut Pasteur (1934).
- Doctor Honoris Causa per la Universitat de Ginebra.
- Gran Oficial de la Corona d'Itàlia.